# Герб Березані
Герб Береза́ні — офіційний символ міста Березані затверджений 5 липня 2001 року рішенням № 255-20-XXIII XX сесії міської ради XXIII скликання. Герб є промовистим.
Автор — Олексій Руденко.

## Опис
Гербовий щит чотирикутної форми з півколом в основі. У срібному, всіяному чорними брусками полі синій стовп, на якому срібна підкова, увінчана срібним лапчастим хрестом, із таким самим хрестом у середині, під ними — золоте серце. Щит обрамований декоративним картушем і увінчаний срібною міською короною з трьома вежами.
Срібне поле нагадує березовий стовбур і асоціюється з назвою міста. Підкова, хрести й серце вказують на Березань як колишнє сотенне містечко й підкреслюють козацькі традиції.

## Герб радянського періоду

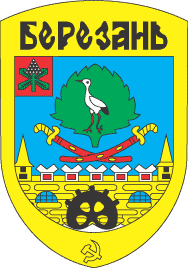
Герб радянського періоду

Радянський герб затверджений міською радою 28 вересня 1990 року. Автор — Борис Шулевський.
У лазуровому полі з хвилястою базою — золота фортечна стіна з двома вікнами і червоними зі сріблом зубцями. На тлі стіни чорне мірошницьке колесо. Над стіною — зелений лист берези з лелекою над двома золотими шаблями в червоних піхвах. У вільній частині квітуча гілка каштана природного кольору в червоному полі. У главі золотого картуша — назва міста українською мовою, у його базі — серп і молот.
Дві шаблі символізували Березанську сотню у війську Богдана Хмельницького, а також показують, що місто засноване в березових гаях на місці охоронного козацького посту. Фортечна стіна з колесом — фрагмент містечка відпочинку і розваг, одного з найкращих в області. Колесо — символ промисловості.